# کریس میرو
کریس میرو (به انگلیسی: Cris Miró) (زاده ۱۶ سپتامبر ۱۹۶۵-درگذشته ۱ ژوئن ۱۹۹۹) بازیگر آرژانتینی بود.
او یک زن ترنس بود.